# Simeon Brown (Politiker, Neuseeland)

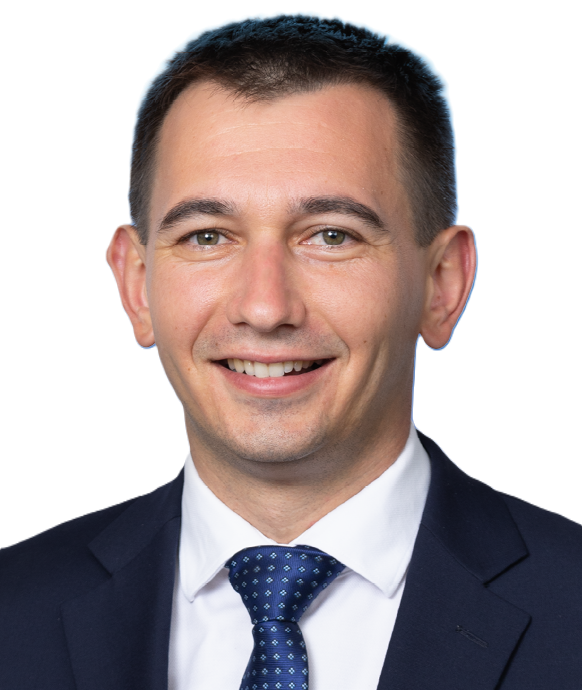
Simeon Brown (2023)

Simeon Peter Brown (* 8. April 1991 in Rotorua, Region Bay of Plenty) ist ein neuseeländischer Politiker der New Zealand National Party.

## Leben
Brown wurde am 8. April 1991 in Rotorua geboren. Über seine Jugendzeit und Schulbildung ist nur bekannt, dass er
in seiner Jugend der Clendon Residents Group, einer Vereinigung von Anwohnern, beitrat und deren Sekretär wurde. Später übernahm er dort den Vorsitz des ersten Manurewa-Jugendrats. Sein Studium des Rechts und der Wirtschaft vollzog er an der University of Auckland und schloss dort im Jahr 2015 das Studium ab.

## Berufliche Karriere
Brown arbeitete als ein Senior Partner zusammen mit der Bank of New Zealand. Im Jahr 2013 wurde er in den Manurewa Local Board des Auckland Council gewählt, in dem er auch als stellvertretender Vorsitzender fungierte.

## Politische Karriere
Von Journalisten, die Brown interviewten, wurde Brown häufig als enfant terrible seiner Partei beschrieben, der absichtlich haarsträubende Aussagen macht, um die Aufmerksamkeit der Medien auf sich zu ziehen. Als er im Jahr 2014 erstmals für die National Party im Wahlkreis Manurewa kandidierte, verlor er aber mit großem Abstand zu der Kandidatin der New Zealand Labour Party, Louisa Wall. Der Listenplatz 64 innerhalb seiner Partei machten seinen ersten Einzug ins Parlament ebenso unmöglich.
Erst im Jahr 2017 konnte Brown in dem Wahlkreis Pakuranga 63,98 % der abgegebenen Stimmen erzielen und sicherte sich somit seinen ersten Einzug in das Neuseeländische Parlament. Im Jahr 2020 fiel sein Ergebnis nicht mehr ganz so üppig aus, sicherte ihm aber mit 57,86 % weiter seinen Platz im Parlament. Mit der Schwäche der Labour-Regierung im Wahljahr 2023 konnte Brown dann mit 71,39 % der Stimmen sein Ergebnis von 2017 noch übertreffen.
Der Wahlsieger des Jahres 2023, Christopher Luxon, konnte mit seiner National Party über eine Drei-Parteien-Koalition eine Regierung bilden, deren Teil Brown mit vier Ministerämtern wurde (siehe nachfolgend).

### Ministerämter in der Regierung Luxon
Mit der Regierungsbildung vom 27. November 2023 übernahm Brown folgende Ministerämter:
| Minister                     | vom               | bis     |
| ---------------------------- | ----------------- | ------- |
| Minister for Energy          | 27. November 2023 | aktuell |
| Minister of Local Government | 27. November 2023 | aktuell |
| Minister of Transport        | 27. November 2023 | aktuell |
| Minister for Auckland        | 27. November 2023 | aktuell |
| Deputy Leader of the House   | 27. November 2023 | aktuell |

Quelle: Department of the Prime Minister and Cabinet